# 香蕉拼字游戏
香蕉拼字游戏 是用一面印有字母的棋子来拼字的游戏，由罗德岛州纳拉甘西特的亚伯拉罕·内桑森发明。亚伯拉罕的家庭帮助他构想和发展了这一游戏。亚伯拉罕说：“这个易位构词游戏将让你痴迷！”，游戏名字由此而来。而游戏中喊的口令也从吃香蕉的过程演化而来。香蕉拼字游戏曾在2006年1月的伦敦玩具展（London Toy Fair）上展出。这款拼字游戏类似于旧时的Scrabble拼字游戏变种Take Two。
游戏玩法是将自己的棋子排列成单词，单词间需要连成纵横网格，看谁最快。当香蕉包裡不再有棋子可拿时，第一个完成单词网格的玩家获胜。棋子装在香蕉状的布袋裡。
香蕉拼字游戏被列入必需品名单和十大最佳旅游游戏。零售商还将它列为最畅销的玩具及礼品。

## 游戏玩法

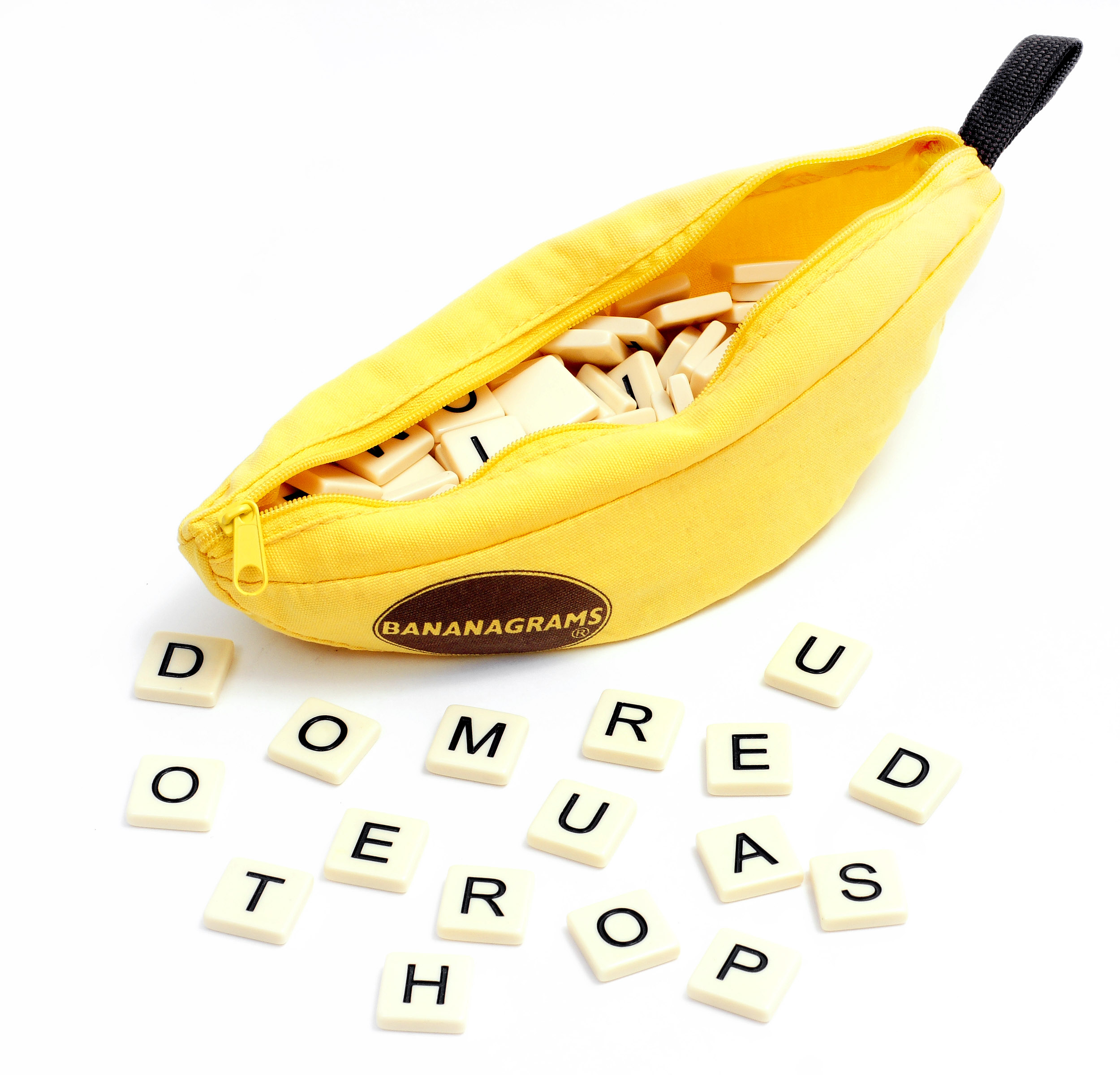
香蕉包和字母棋子

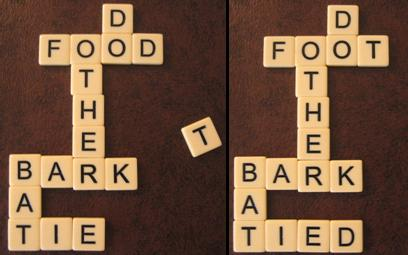
先前排好的单词网格和一个新拿的棋子“T”（左图）；为了放入“T”，可以将“F O O D”末尾的“D”移到“T I E”的末尾，然后再将“T”置于“F O O”后。（右图）

游戏里共有144片棋子。玩时先将它们面朝下放置，然后每人各拿一定的相同数量的棋子，余下的棋子称为“bunch”（串），任何一人喊出“Split!”（分！）时，所有的玩家就开始将棋子翻到有字母的一面。各个玩家必须以相交或连锁的方式来排列棋子组成单词。（例如： 至少在第一声“剥！”之前，组成的单词间不能是孤立的。） 当其中一人用完他手上的棋子时，喊一声“Peel!”（剥！） ，接着每人必须从“bunch”中各拿一子，而当玩家拿到新子时，每每要拆解之前的单词网格，重新排过。
在游戏中任何时候，如果玩家不喜欢用某子去排列单词网格，都可以喊一声“Dump!”（扔！），然后从“bunch”中以这一子换取三子。
随着游戏进行，“bunch”中余下的棋子越来越少，当有人喊“Peel!”，而“bunch”中的棋子不再够玩家每人拿一个时，最快排好所有棋子的玩家就可以喊一声“Bananas!”（香蕉！），接着其他玩家过来检查，如果大家裁定各词语正确无误，那么该名玩家胜出。若当中有误，则该名玩家终止游戏，将其棋子放回，由其他玩家继续进行游戏。
各种字母的棋子数量分布如下:
| 棋子数量 | 字母                      |
| -------- | ------------------------- |
| 2        | J, K, Q, X, Z             |
| 3        | B, C, F, H, M, P, V, W, Y |
| 4        | G                         |
| 5        | L                         |
| 6        | D, S, U                   |
| 8        | N                         |
| 9        | T, R                      |
| 11       | O                         |
| 12       | I                         |
| 13       | A                         |
| 18       | E                         |

## 与其他游戏的比较
香蕉拼字游戏和Boggle、Scrabble有相似之处。 从某种意义上说，它和Boggle都是让玩家们同时一起玩的。它又类似Scrabble，因为在两者中排列的单词间都必须连锁。
任何（英语）阅读水平的人都可以玩香蕉拼字游戏，所以这款游戏对孩童的拼写学习有益，而商家也用它的流行和教育价值为由去招徕消费者。
一位心理学家评估香蕉拼字游戏后推荐将其作为刺激创意的积极范例，也许是这款游戏不像Scrabble，因为香蕉拼字游戏让玩家玩尽手上的所有棋子,而想在单词网格里容下所有的棋子，玩家往往要再三排列。
香蕉拼字游戏也与1997年发布的拼字游戏Syzygy相像。

## 奖项
香蕉拼字游戏因其创新、拥有教育价值与深受消费者欢迎，而赢得众多奖项：
- Game of the Year 2009 by TOTY Awards[18]

- UK Local Government Award: Best Game Ever Made in Chester (2011)

- Gold Award, Good Toy Guide (UK 2006)[18]

- Best Toy Bronze Award, Right Start Magazine (UK 2006)[18]

- Top Toy of the Year Award, Creative Child Magazine 2007[18]

- NAPPA Honors Award, Parenthood.com[19]